# ダミアン・ウェイン
ダミアン・ウェイン（英: Damian Wayne）は、DCコミックスの出版するアメリカンコミック『バットマン』に登場する架空の人物。2006年の"Batman #655"で初登場した。5代目ロビン。バットマンとタリア・アル・グールの息子。

## 概要
マイク・W・バーとジェリー・ビンガムによって創造され、バットマンとタリア・アル・グールの赤ん坊が"Batman: Son of the Demon"（1989年9月）で登場した。ラーズ・アル・グールは母方の祖父にあたる。
2006年にグラント・モリソンとアンディ・キューバートによって「ダミアン・ウェイン」として"Batman #655"（2006年9月）で登場した。ダミアンはリーグ・オブ・アサシンに育てられ暗殺の訓練を受けていた。幼くして積極的に殺人を行うダミアンの将来を案じたバットマンは、その能力を殺人以外のために使うべくロビンの役割を与え保護する。
2013年の「バットマン・インコーポレイテッド」でダミアンはヘレティックによって殺害されるが、後にバットマンがオメガサンクションを使い蘇生する。ダミアンはティーン・タイタンズにも参加し、スーパーマンの息子であるジョナサン・サミュエル・ケントと共に「偉大なヒーローの子供たち」の1人として活躍している。

## 書誌情報

### 日本語版
- バットマン・アンド・サン (ISBN 978-4796871075)

小学館集英社プロダクション刊。2012年2月27日発売。
- バットマン&ロビン (ISBN 978-4796871815)

小学館集英社プロダクション刊。2014年2月26日発売。
- ティーン・タイタンズ：ダミアン・ノウズ・ベスト (ISBN 978-4796877305)

小学館集英社プロダクション刊。2018年5月9日発売。
- スーパーサンズ (ISBN 978-4796877404)

小学館集英社プロダクション刊。2018年8月23日発売。
- スーパーサンズ2 (ISBN 978-4796877695)

小学館集英社プロダクション刊。2019年2月21日発売。

### 原語版
| タイトル                                             | 収録内容                                                                                    | 刊行日     | ISBN           |
| ロビン                                               | ロビン                                                                                      | ロビン     | ロビン         |
| ---------------------------------------------------- | ------------------------------------------------------------------------------------------- | ---------- | -------------- |
| Robin: Son of Batman Vol.1: Year of Blood            | Robin: Son of Batman #1-6                                                                   | 2016年9月  | 978-1401264796 |
| Robin: Son of Batman Vol.2: Dawn of the Demons       | Robin: Son of Batman #7-13                                                                  | 2017年2月  | 978-1401267896 |
| ダミアン&ジョン                                      |                                                                                             |            |                |
| Super Sons Vol.1: When I Grow Up                     | Super Sons #1-5                                                                             | 2017年10月 | 978-1401274016 |
| Super Sons Vol.2: Planet of the Capes                | Super Sons #6-10                                                                            | 2018年3月  | 978-1401278465 |
| Super Sons of Tomorrow                               | Super Sons #11-12, Superman #37-38 and Teen Titans #15                                      | 2018年7月  | 978-1401282394 |
| Super Sons Vol.3: Parent Trap                        | Super Sons #13-16 and Annual #1                                                             | 2018年10月 | 978-1401284466 |
| Super Sons: The Complete Series Omnibus              | Super Sons #1-16, Annual #1, Superman #10-11,#37-38, Teen Titans #15 and Holiday Special #1 | 2018年12月 | 978-1401285579 |
| Adventures of the Super Sons Vol.1: Action Detective | Adventures of the Super Sons #1-6                                                           | 2019年4月  | 978-1401290580 |
| Adventures of the Super Sons Vol.2                   | Adventures of the Super Sons #7-12                                                          | 2019年11月 | 978-1401295073 |

## スピンオフ
タイニー・タイタンズ
ティーン・タイタンズのメンバーが小学生となった日常を描いた作品。
リル・ゴッサム
バットマン関連のキャラクターたちが三頭身になったシリーズ。

## 他のメディア

### 映画
ニンジャバットマン (2018年)
声 - 梶裕貴、英語吹替 - ユーリ・ローエンタール

### アニメ
サン・オブ・バットマン (2014年)
声 - スチュアート・アラン
バットマン VS. ロビン (2015年)
声 - スチュアート・アラン
バットマン:バッド・ブラッド (2016年)
声 - スチュアート・アラン
ジャスティス・リーグ VS. ティーン・タイタンズ (2016年)
声 - スチュアート・アラン
ティーン・タイタンズ:ジューダス・コントラクト (2017年)
声 - スチュアート・アラン
DCスーパーヒーロー・ガールズ (2015年-現在)
声 - グレイ・グリフィン
バットマン VS. ティーンエイジ・ミュータント・ニンジャ・タートルズ (2019年)
声 - ベン・ジルー

### ゲーム
インジャスティス:神々の激突 (2013年)
声 - ニール・マクドノー
ナイトウィングとして登場。
インジャスティス2 (2017年)
声 - スコット・ポーター
【Robin Gameplay Trailer】 - YouTube
レゴ®DCスーパーヴィランズ
声 - スチュアート・アラン